# Salto do Roncador
O Salto do Roncador é uma queda-d'água localizada no rio Uruguai, entre o município brasileiro de Porto Vera Cruz, no estado do Rio Grande do Sul, e o município argentino de Panambí, na província de Misiones. O salto inicia no lado brasileiro e se estende por 1,8 quilômetro. A comunidade do interior que é prestigiada com o atrativo possui o nome de Linha Roncador, devido ao barulho da queda desse salto longitudinal. No verão, época de pouca chuva, o rio Uruguai fica com baixo volume de água, o que possibilita as pessoas caminharem por cima das pedras até o meio do rio.